# Sceloporus carinatus
Sceloporus carinatus (кілеподібна колюча ігуана) — вид ігуаноподібних ящірок родини фриносомових (Phrynosomatidae). Мешкає в Мексиці і Гватемалі.

## Поширення і екологія
Кілеподібні колючі ігуани мешкають в передгір'ях гірського хребта Сьєрра-Мадре-де-Чіапас в мексиканському штаті Чіапас, зокрема у верхів'ях річки Гріхальва, а також в департаменті Уеуетенанго на заході Гватемали. Вони живуть в сухих тропічних лісах та в сосново-чагарникових заростях, де трапляються серед валунів та на невисоких деревах. Зустрічаються на висоті від 500 до 1000 м над рівнем моря.